# Steinlerche
Die Steinlerche (Ammomanes deserti), auch Wüstenlerche genannt, ist eine an Wüstenhabitate angepasste Art der Lerchen. Sie ist in Nordafrika, Vorder- und Zentralasien verbreitet. Das Gefieder gleicht in seiner Färbung dem sandigen Untergrund, auf dem der Vogel hervorragend getarnt ist. Es werden mehrere Unterarten unterschieden.

## Merkmale
Die Steinlerche erreicht eine Körperlänge von 15 bis 17 Zentimetern, wovon 5,8 bis 6,8 Zentimeter auf den Schwanz entfallen. Die Schnabellänge beträgt vom Schädel aus gemessen 1,3 bis 1,68 Zentimeter. Sie wiegen zwischen 21 und 26,6 Gramm. Es besteht kein auffallender Geschlechtsdimorphismus.
Das Gefieder der Lerche variiert stark, abhängig von der Unterart, typisches Merkmal ist aber die geringe Strichelung des Gefieders. Die Gefiederfarbe der Körperoberseite reicht von hell sandfarben-grau über rosa-zimtfarben bis zu dunkel schiefergrau bei der in Jordanien auf schwarzer Lavawüste vorkommenden Unterart Ammomanes desserti annae. Beim Schnabel gibt es ebenfalls Unterschiede bei den einzelnen Unterarten. Während der Oberschnabel dunkel hornfarben ist, reicht die Färbung des Unterschnabels von hell horngelb, weißlich bis grau fleischfarben.
Der Singflug des Männchens ist steil aufsteigend, das Männchen erreicht dabei jedoch in der Regel nur eine Höhe von sechs bis zwölf Meter über dem Erdboden. Gelegentlich singt das Männchen aber auch von Ansitzwarten auf dem Boden.

## Lebensweise

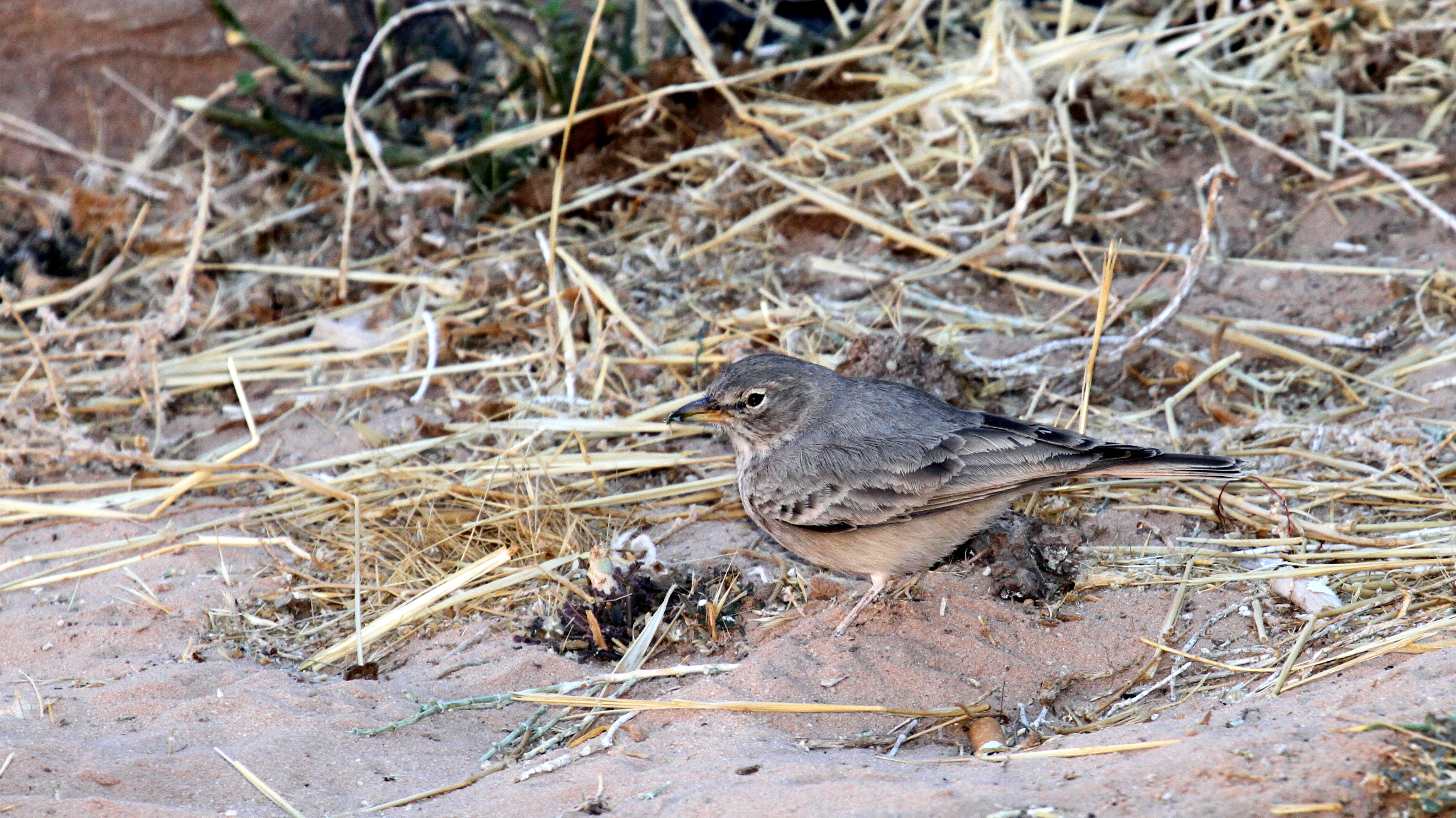
Steinlerche, Ägypten

Die Steinlerche ist ein typischer Wüstenbewohner. Regen verträgt das weiche Gefieder dieser Lerche nicht gut. Vom Regen überraschte Lerchen werden so nass, dass sie fast flugunfähig sind. Bei den im Lebensraum der Steinlerchen seltenen Regenfällen suchen Steinlerchen unter dachförmigen Steinen und in Ritzen von Felswänden Schutz. Wie für Wüstenbewohnern typisch liegt der Aktivitätshöhepunkt dieser Lerche in den kühleren Morgen- und Abendstunden. Die Nahrung besteht aus den Samen diverser Wüstenpflanzen wie beispielsweise der Quirligen Bodenhirse und diversen Sorghumhirsen. Daneben frisst sie auch Insekten.
Die Steinlerche ist wie alle Lerchen ein Bodenbrüter. Ihr Nest baut die Steinlerche gewöhnlich an einem Felsen oder in einem Grasbüschel. An der Windseite wird es mit kleinen Steinen befestigt.
Im trockenen Inneren der Wüsten legen Weibchen meist drei Eier, in den Randgebieten der Wüsten auch vier bis fünf. Nur das Weibchen brütet. Die Jungvögel werden jedoch von beiden Elternvögeln gefüttert und versorgt. Gefüttert werden die Nestlinge ausschließlich mit animalischer Kost. Die Nestlinge verlassen das Nest im Alter von neun bis 10 Tagen bzw. wenn sie eine Flügellänge von etwa 5,2 Zentimeter aufweisen und am Bauch nahezu befiedert sind.

## Unterarten und ihr jeweiliges Verbreitungsgebiet

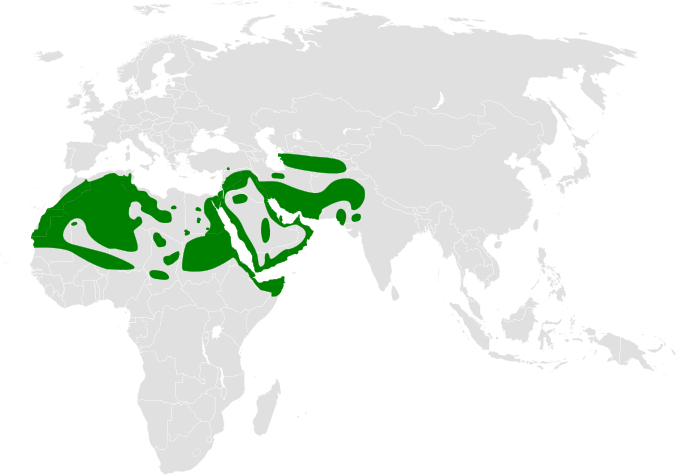
Verbreitungsgebiet der Steinlerche

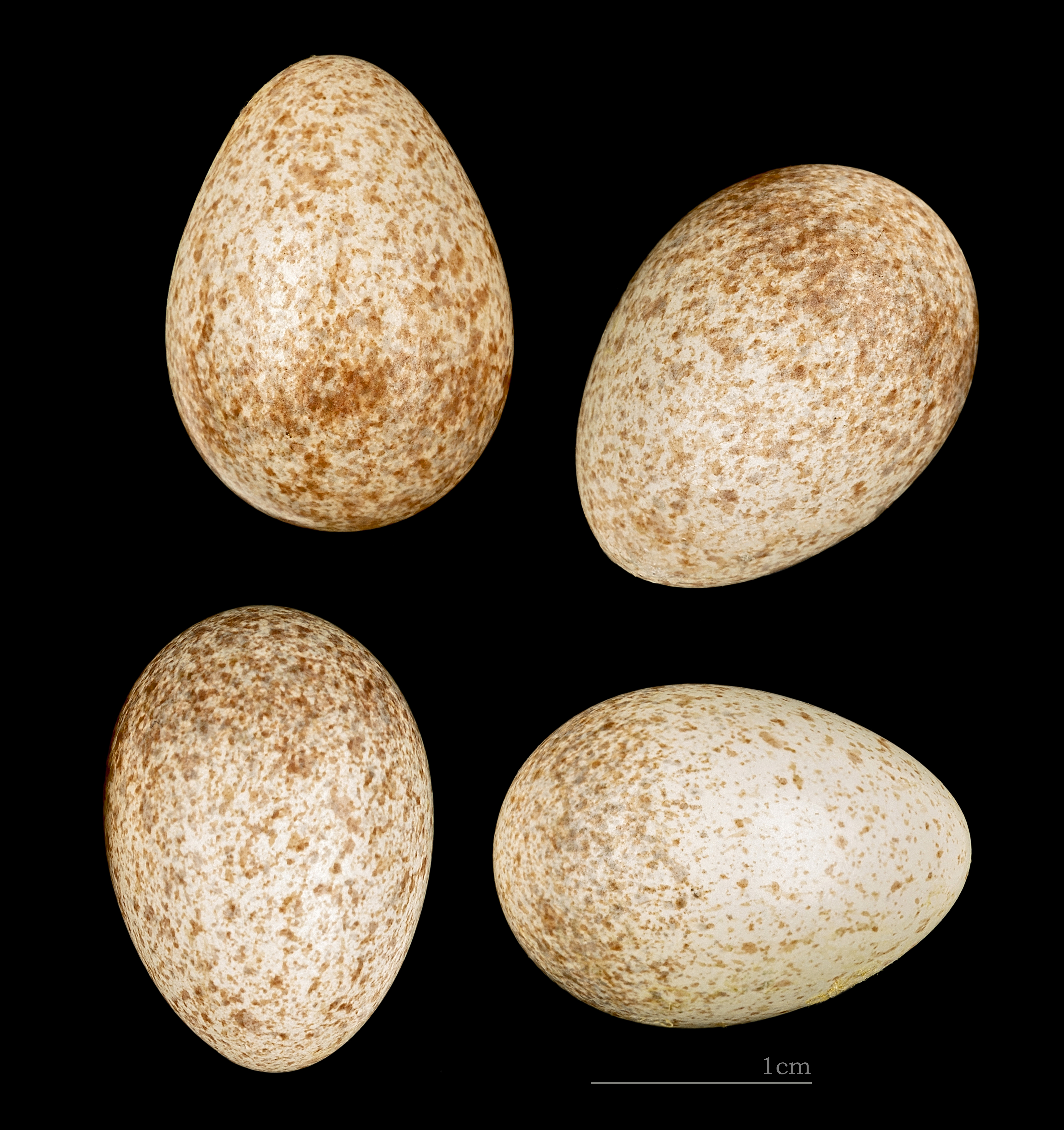
Eier der Unterart Ammomanes deserti algeriensis

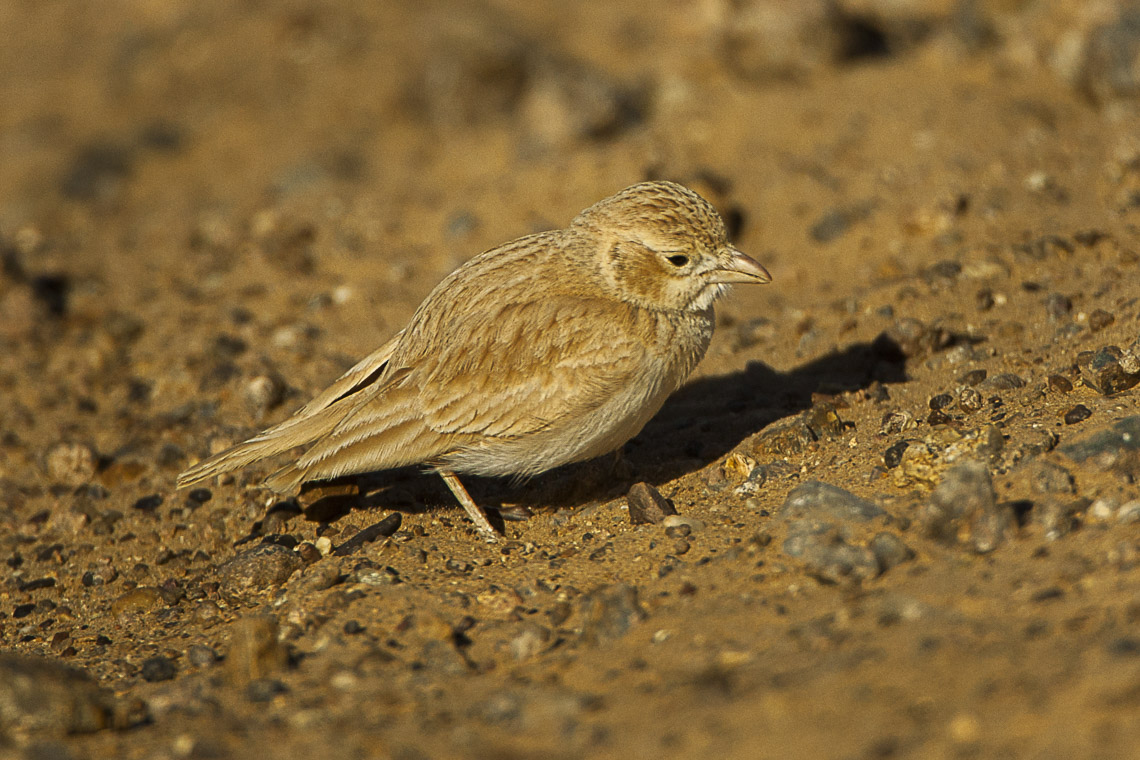
Steinlerche, Marokko

Es werden 22 Unterarten unterschieden:
- A. d. payni Hartert, 1924 -  Südmarokko und Südwesten von Algerien
- A. d. algeriensis Sharpe, 1890 -  Norden Algeriens, Tunesien, Nordwesten von Libyen und Nordwesten des Tschad. Körperoberseite dunkel gräulich-zimtfarben. Frisch vermauertes Gefieder hat einen weinrötlichen Anflug.[6]
- A. d. whitakeri Hartert, 1911 - Vorkommen vom Südosten Algeriens bis zum Südwesten Libyens. Körperoberseite ist dunkel graubraun. Die Körperunterseite ist gelbbraun bis braun mit auffällig dunklen graubraunen Streifen.[6]
- A. d. mya Hartert, 1912 - Verbreitungsgebiet ist Zentralalgerien. Im Vergleich zu A. d. algeriensis ist die Körperoberseite sandfarbener.
- A. d. geyri Hartert, 1924 - Vorkommen von Mauretanien bis in den Süden Algeriens und den Nordwesten von Niger. Die Körperoberseite dieser Unterart ist sandfarben graubraun, der Bürzel ist rosa-braun. Das Kinn und die Kehle sind weißlich, während die übrige Körperunterseite sandfarben-gelbbraun ist.
- A. d. kollmannspergeri Niethammer, 1955 - Vorkommen vom Nordosten des Tschads bis in den Westen des Sudans. Die Körperunterseite ist rötlich, die Körperoberseite ist rötlichbraun.
- A. d. deserti (Lichtenstein, 1823) - Nominatform, Vorkommen vom Osten Ägyptens bis in den Norden des Sudan. Die Körperoberseite ist dunkel graubraun oder bräunlich grau. Im Vergleich zur Unterart A. d. whitakeri ist diese Unterart deutlich kleiner.
- A. d. erythrochroa Reichenow, 1904 - Vorkommen vom Westen des Tschads bis in das Zentralgebiet des Sudans.
- A. d. isabellina (Temminck, 1823) - Ursprünglich als eigenständige Art in der Gattung Alauda beschrieben, kommt diese Unterart vom Norden Ägyptens bis in den Süden der Türkei, in Syrien und im Zentralgebiet der arabischen Halbinsel sowie im Norden und Südwesten Iraks vor. Im Vergleich zur Unterart A. d. mya ist diese Unterart heller und mehr sandfarben braun.
- A. d. samharensis Shelley, 1902 - Ursprünglich als eigenständige Art beschrieben, kommt diese Unterart der Steinlerche im Nordosten des Sudans, in Eritrea und im Süden der arabischen Halbinsel vor. Die Körperoberseite ist dunkler und mehr graubraun. Die Körperunterseite ist sandfarben geldbraun.
- A. d. taimuri Meyer de Schauensee & Ripley, 1953 - Vorkommen vom Norden des Omans bis in die Vereinigten Arabischen Emirate.
- A. d. assabensis Salvadori, 1902 - Ursprünglich als eigenständige Art beschrieben, kommt diese Unterart der Steinlerche im Süden von Eritrea, in Äthiopien und dem Nordwesten Somalias vor. Die Körperoberseite ist dunkel rauchgrau, die Körperunterseite ist dunkel gelbbraun.
- A. d. akeleyi Elliot, DG, 1897 - Ursprünglich als eigenständige Art beschrieben, kommt diese Unterart der Steinlerche im Norden Somalias vor. Die Körperoberseite ist hell sandfarben grau, die Kehle ist weißlich, die übrige Körperunterseite ist gelbbraun. Der Schwanz ist braun, die äußeren Schwanzfedern haben sandfarbene Spitzen.
- A. d. azizi Ticehurst & Cheesman, 1924 - Vorkommen im Osten und im Zentralgebiet der arabischen Halbinsel.
- A. d. saturata Ogilvie-Grant, 1900 - Ursprünglich als eigenständige Art beschrieben, kommt diese Unterart der Steinlerche im Süden der arabischen Halbinsel vor.
- A. d. insularis Ripley, 1951 - Vorkommen in Bahrain
- A. d. annae Meinertzhagen, R, 1923 - Vorkommen im Süden Jordaniens und im Süden Syriens. Diese Unterart ist die dunkelste Unterart. In Anpassung an die schwarze Lavawüste des Verbreitungsgebietes ist die Oberseite dunkel schiefer-grau bis dunkel rußgrau. Das Kinn, die Brust und die Flanken sind dunkelgrau. Am Kinn gibt es eine weiße Strichelung, die Kehle und die obere Brust sind sogar gelbbraun gestreift. Der Unterbauch ist dunkel zimtfarben mit einer rosa Überwaschung.
- A. d. cheesmani Meinertzhagen, R, 1923 - Vorkommen im Osten des Iraks und im Westen des Irans.
- A. d. parvirostris Hartert, 1890 - Vorkommen vom Nordosten des Irans bis in den Westen Turkmenistans.
- A. d. orientalis Zarudny & Loudon, 1904 - Vorkommen im Nordosten des Irans, im Norden Afghanistans, im Süden Turkmenistans und im Süden von Tadschikistans.
- A. d. iranica Zarudny, 1911 -  Vorkommen vom Süden und Osten des Irans bis in den Süden Afghanistans und den Westen Pakistans.
- A. d. phoenicuroides (Blyth, 1853) - Ursprünglich als eigenständige Art der Gattung Mirafra beschrieben, kommt diese Unterart der Steinlerche im Südosten Afghanistans, im Osten Pakistans und im Nordwesten Indiens vor.